# Piso 8
Piso 8 fue una serie de televisión uruguaya que se emitió entre el 11 de mayo y el 22 de junio de 2007 por Canal 10. De formato comedia de situación, se trató de la primera producción de este género en el país.
La idea de la serie, protagonizada por un reparto coral, fue el proyecto ganador del Concurso Nacional de Talentos para Televisión de 2006.

## Sinopsis
La serie está ambientada en la oficina pública del octavo piso de un ministerio, y gira en torno a los funcionarios que allí trabajan. La historia gira en torno a las complicadas relaciones entre colegas y a las peripecias que viven durante su horario de trabajo.

## Elenco y personajes
- Alfonso Tort como Maximiliano Caubarrere, un hombre consentido proveniente de una familia adinerada venida a menos. Ingresa a trabajar al octavo piso gracias a las influencias políticas de su tío, que sirve como secretario del ministro. Está casado con Victoria, aunque no es capaz de ver los problemas que atraviesa su matrimonio.[5]
- Patricia Wolf como Victoria, la estructurada y responsable funcionaria del octavo piso. Está casada con Maximiliano, y el hecho de trabajar con este ha ocasionado problemas en su matrimonio. Nacida en el seno de una familia judía, pasó sus primeros años de vida en Israel.[5]

- Verónica Caissiols como Sandra Pasada, la engreída empleada que ingresó como funcionaria al octavo piso debido a un error administrativo. Es la asistente de Victoria y Maximiliano, aunque nunca trabaja y atiende muy mal a la gente, además de que realiza negocios paralelos en la oficina.[5]
- Isabel Schipani como Irma Polio, la jefa de sección del octavo piso. De aspecto severo, siempre anheló convertirse en actriz y tiene una faceta fiestera que oculta.[5]
- Elena Brancatti como Nelbia Delgado, la manipuladora y astuta tía de Claudia, a quien le consigue todos sus empleos. De aspecto y carácter pajuerano, se instaló en la ciudad tras la muerte de su cuñada.[5]
- Norina Torres como Claudia Delgado, una veinteañera solitaria e insegura con su cuerpo, que tras el fallecimiento de su madre se mudó con su tía Nelbia, quien le consigue sus empleos. Es soñadora y está enamorada de Maxi.[5]
- Mateo Chiarino como Tomás Darko el chismoso recepcionista del ministerio, que trabaja para costear sus estudios de cine. Abiertamente homosexual, es confidente de los empleados del octavo piso, con quienes chismorrea acerca de lo que escucha en el edificio.[5]
- Matías Singer como Lalo Castellar, el holgazán pasante que comenzó a trabajar en el octavo piso como parte de un programa de inserción social para jóvenes.[5]

La serie contó con la participación especial de Antonio Gasalla, China Zorrilla, Noelia Campo, Adhemar Rubbo, Cecilia Bonino, Humberto de Vargas y Gustaf van Perinostein.

## Episodios
| N.º | Título                                | Dirigido por    | Escrito por  | Fecha de emisión original |
| --- | ------------------------------------- | --------------- | ------------ | ------------------------- |
| 1   | «Un milagro para Claudia»             | Gerardo Mariani | Alan Goldman | 11 de mayo de 2007        |
| 2   | «Dos inventarios y un funeral»        | Gerardo Mariani | Alan Goldman | 18 de mayo de 2007        |
| 3   | «Un trabajo chino»                    | Gerardo Mariani | Alan Goldman | 25 de mayo de 2007        |
| 4   | «El quinto sentido»                   | Gerardo Mariani | Alan Goldman | 01 de junio de 2007       |
| 5   | «Gran conflicto»                      | Gerardo Mariani | Alan Goldman | 08 de junio de 2007       |
| 6   | «Venga y atrévase a soñar, parte uno» | Gerardo Mariani | Alan Goldman | 15 de junio de 2007       |
| 7   | «Venga y atrévase a soñar, parte dos» | Gerardo Mariani | Alan Goldman | 22 de junio de 2007       |

## Producción

### Desarrollo
La serie fue creada por el licenciado en comunicación audiovisual Alan Goldman, quien propuso el proyecto en el Concurso Nacional de Talentos para Televisión (CONTA) organizado por Canal 10 en 2006, resultando ganador. El guion estuvo a cargo de Goldman, con asesoramiento del guionista Jorge Maestro y la colaboración autoral de Fernando Schmidt.

### Rodaje
El rodaje tuvo lugar en Montevideo durante febrero de 2007, bajo la dirección de Gerardo Mariani. Las escenas de interiores fueron rodadas en el estudio principal de SAETA Canal 10. La serie, que en un inicio fue planificada para contar con 4 episodios, fue posteriormente esa cantidad fue ampliada a 7.